# Chippendale (Sydney)
Pour les articles homonymes, voir Chippendale.
Chippendale est un quartier du centre-ville de Sydney, situé dans l'État de Nouvelle-Galles du Sud, en Australie.

## Géographie
Chippendale est situé à la limite sud du quartier central de Sydney, dans la zone d'administration locale de la ville de Sydney, entre Broadway (en) au nord et Cleveland Street (en) au sud, la gare centrale à l'est et l'université de Sydney à l'ouest.

## Histoire
Le territoire est d'abord occupé par le peuple Gadigal de la nation Dharug.
En 1819, William Chippendale obtient un domaine de 95 acres qui s'étendait jusqu'au site actuel de la gare de Redfern et qui est vendu à Solomon Levey, mort en 1833. Ses héritiers vendent plus de 62 acres à William Hutchinson,.

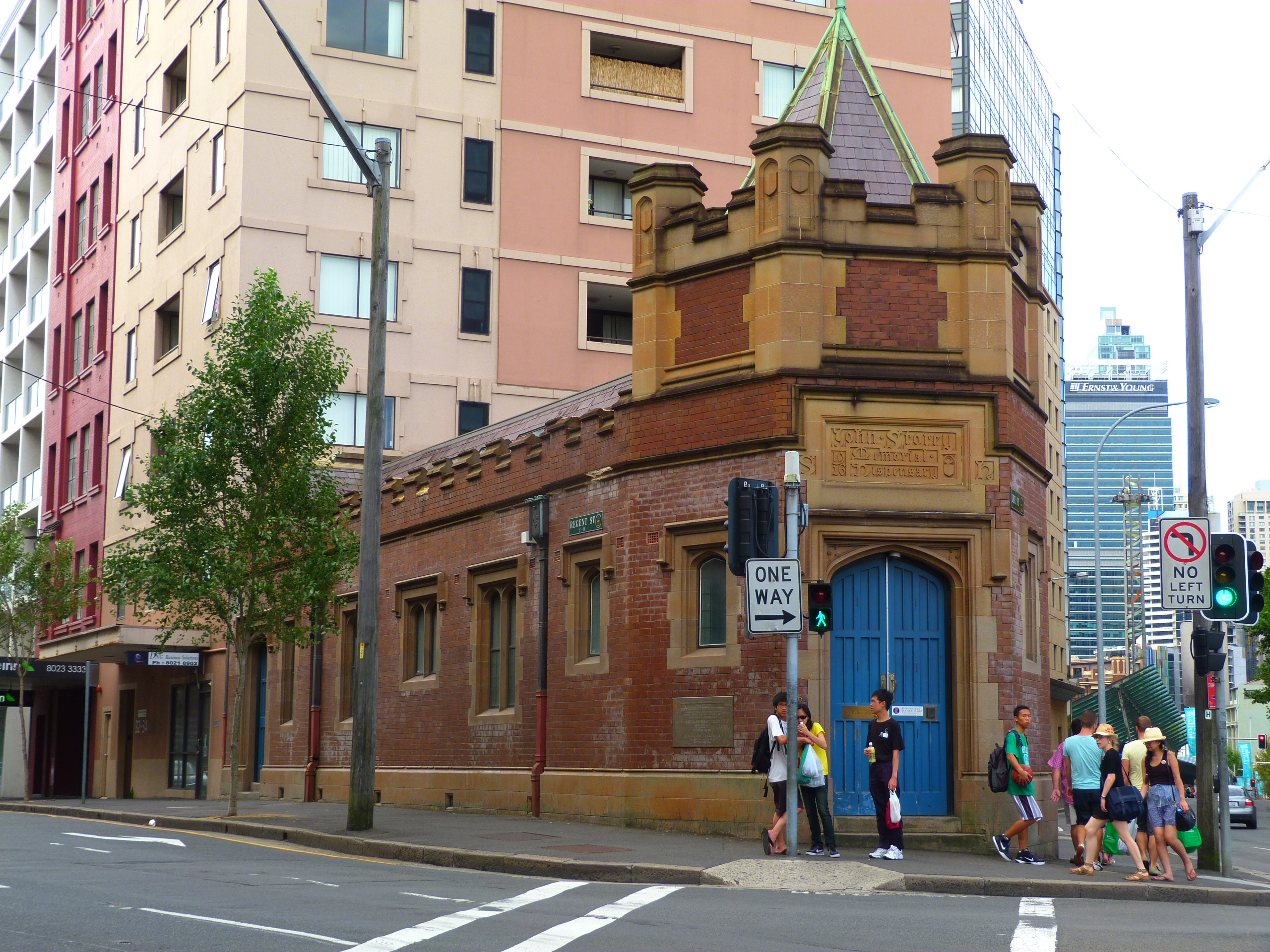
John Storey Memorial Dispensary (1926).

## Démographie
La population s'élevait à 4 057 habitants en 2011 et à 8 617 habitants en 2016.

## Culture et patrimoine
Chippendale possède plusieurs sites classés au patrimoine, dont la gare de Regent Street (en) ou « Mortuary Station », située à l'est du quartier. Le John Storey Memorial Dispensary, situé sur Regent Street, a été construit en 1926 en mémoire de John Storey, un ancien premier ministre de la Nouvelle-Galles du Sud.
Le quartier abrite également l'immeuble One Central Park, inauguré en 2013.

## Galerie

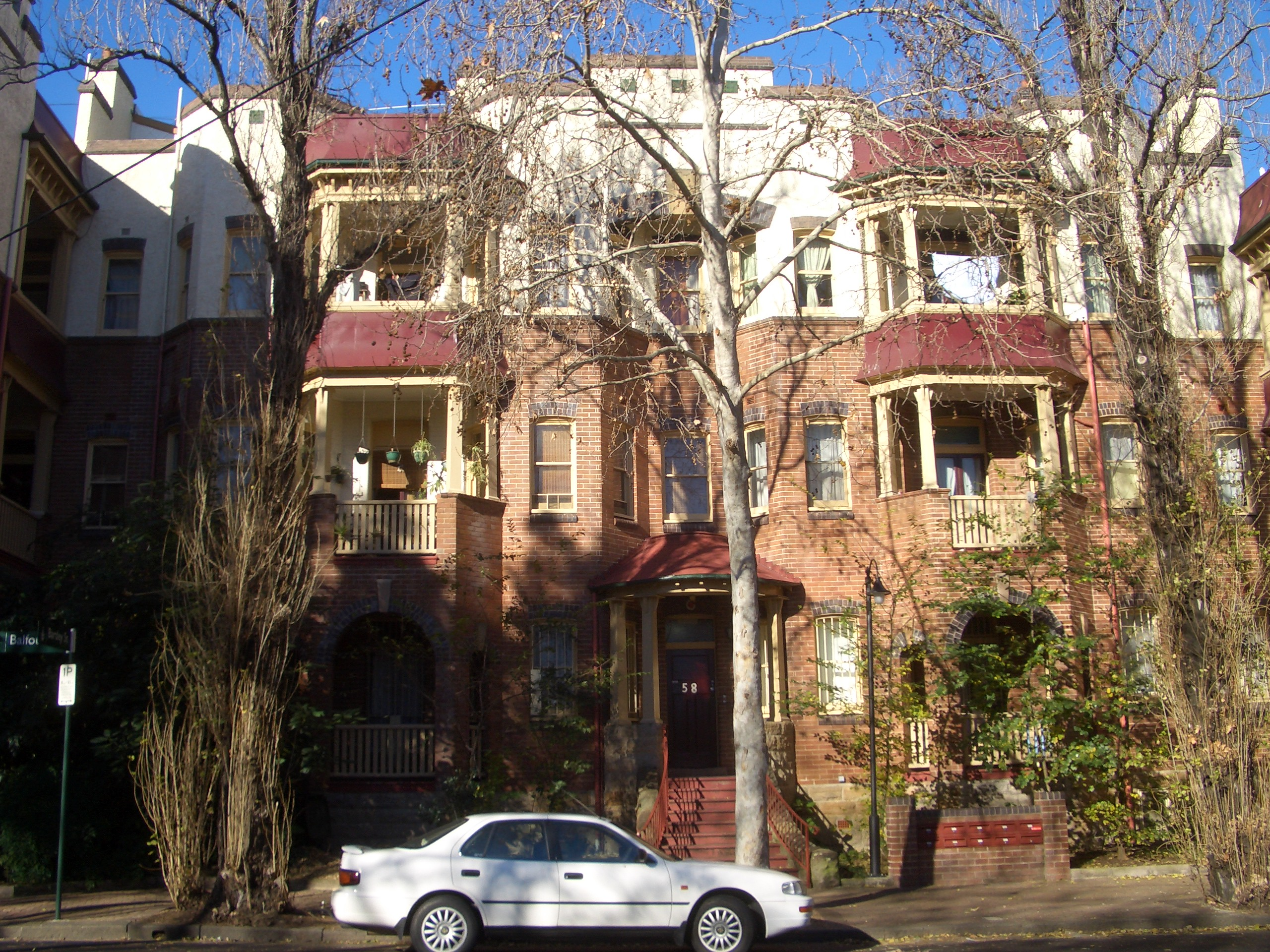
Appartements, Chippen Street
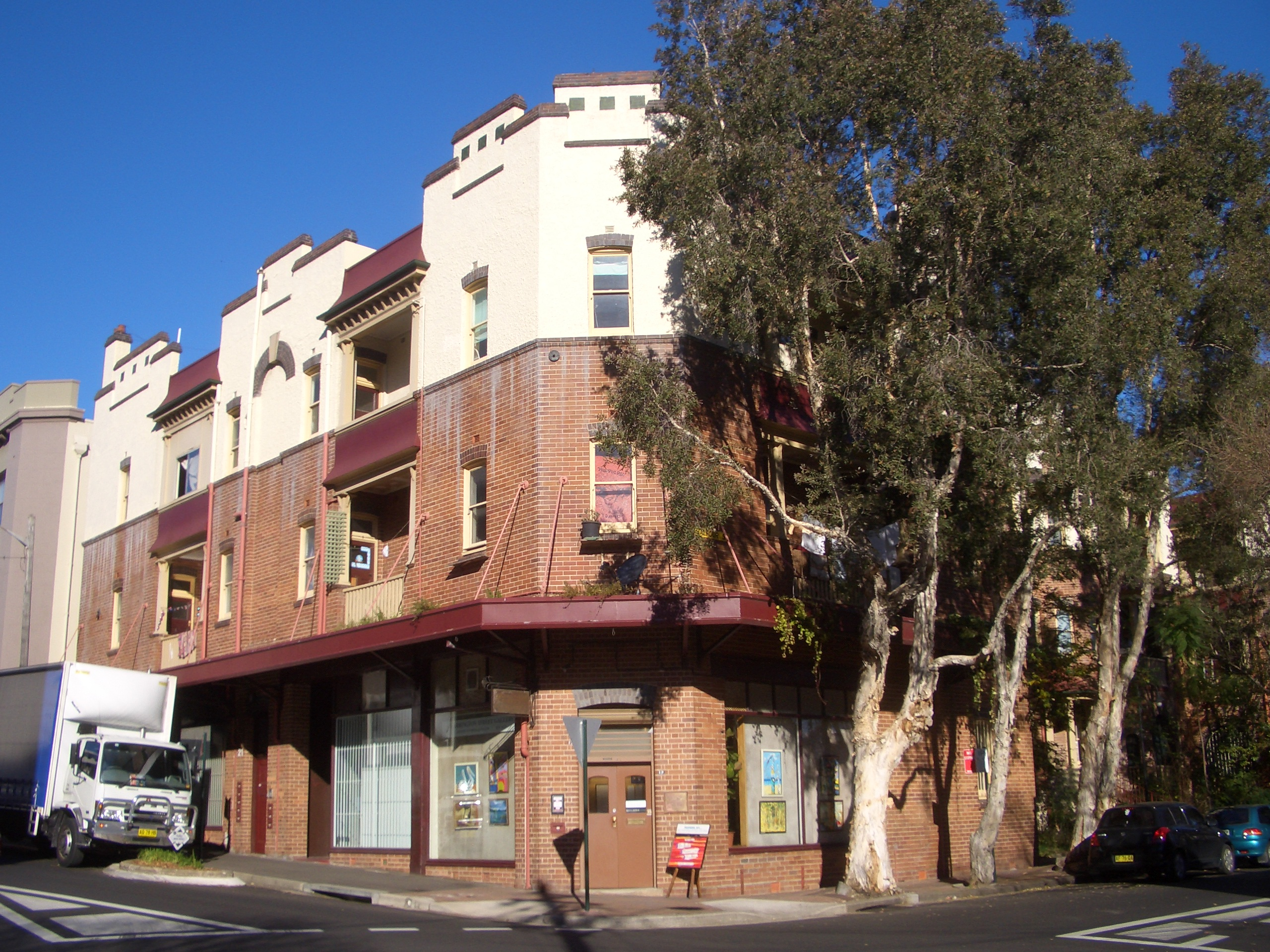
Appartements et galerie de la rue Meagher
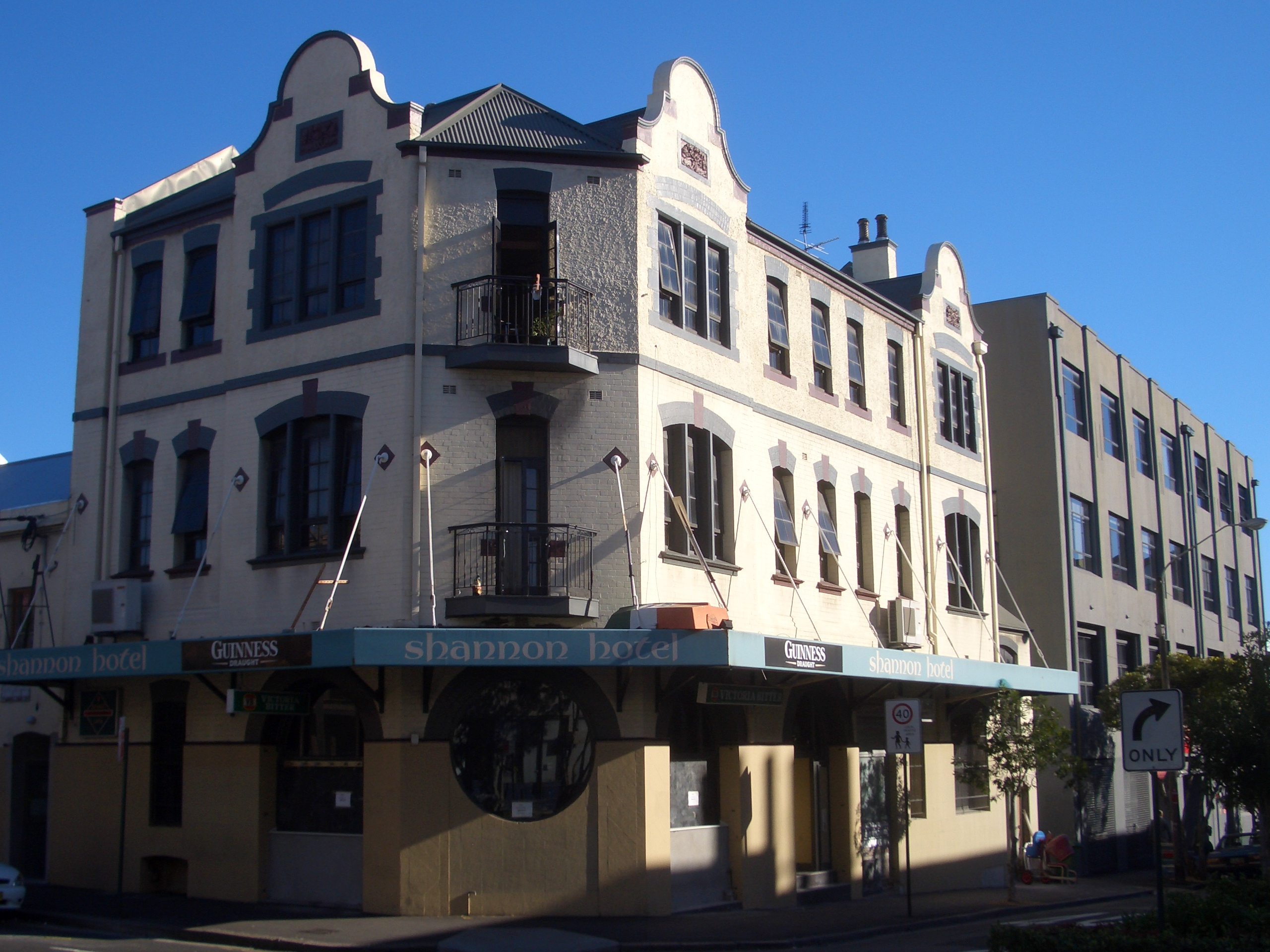
Ancien hôtel Shannon
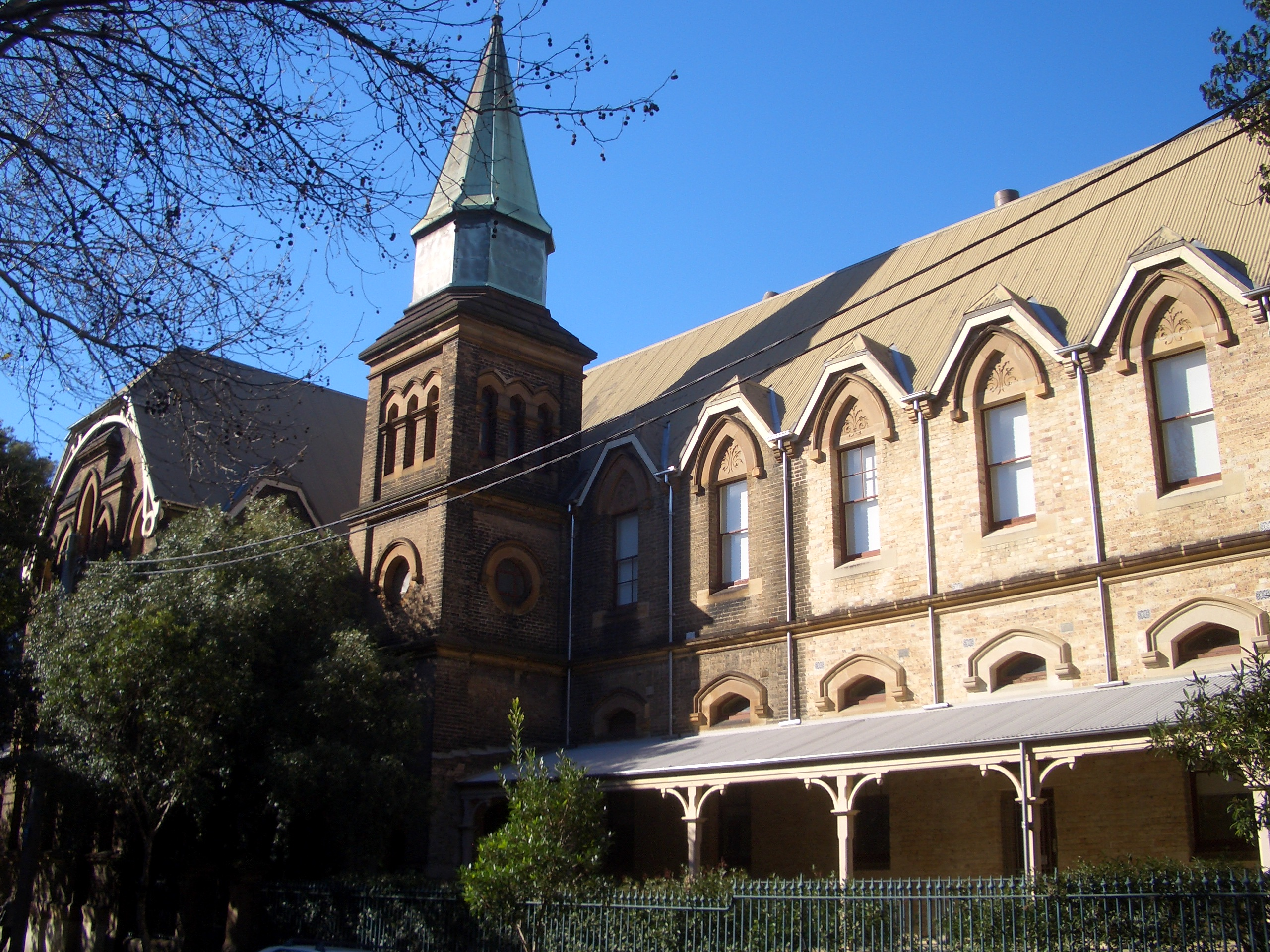
Campus UTS Blackfriars
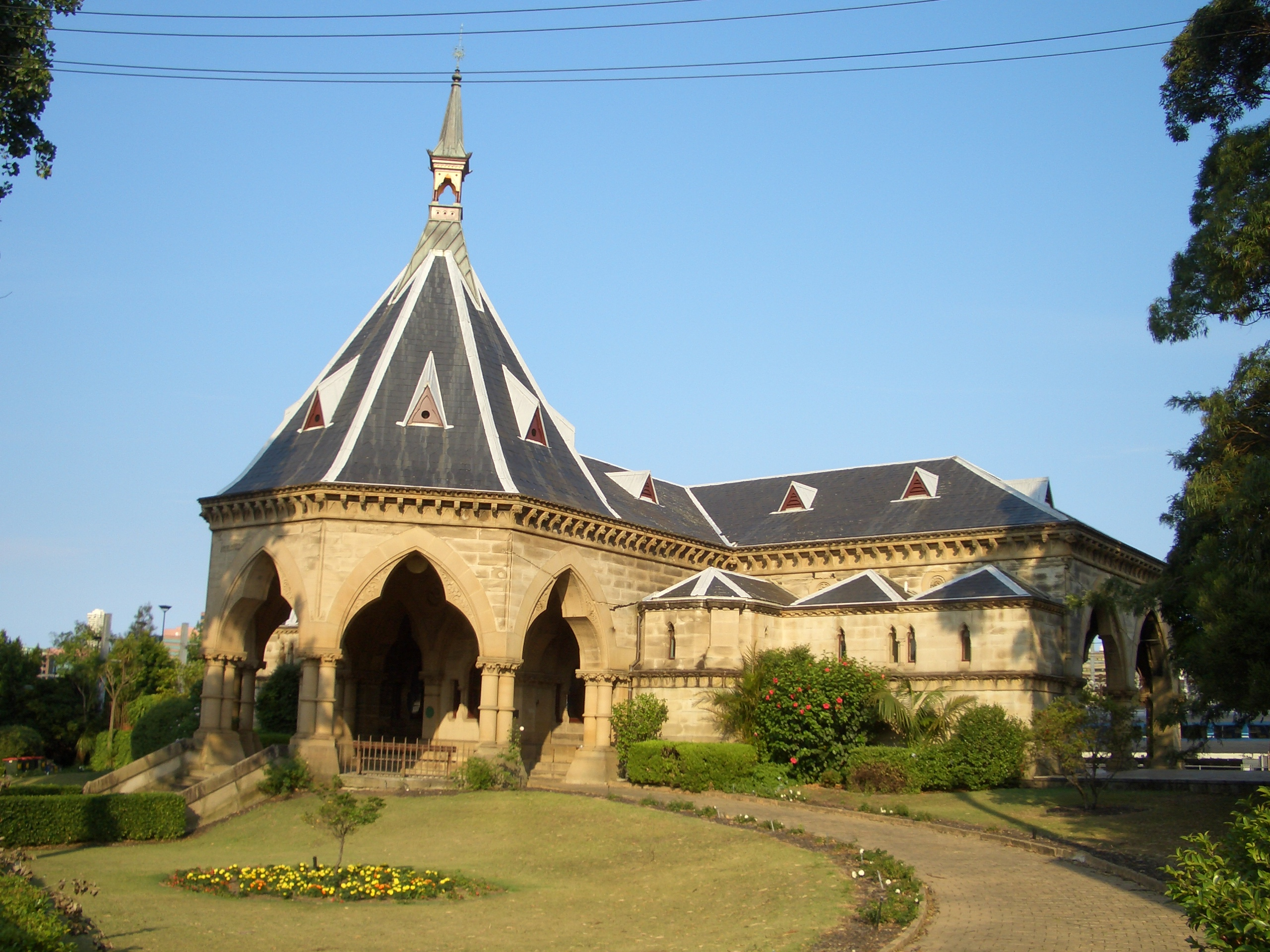
« Mortuary Station » (en)
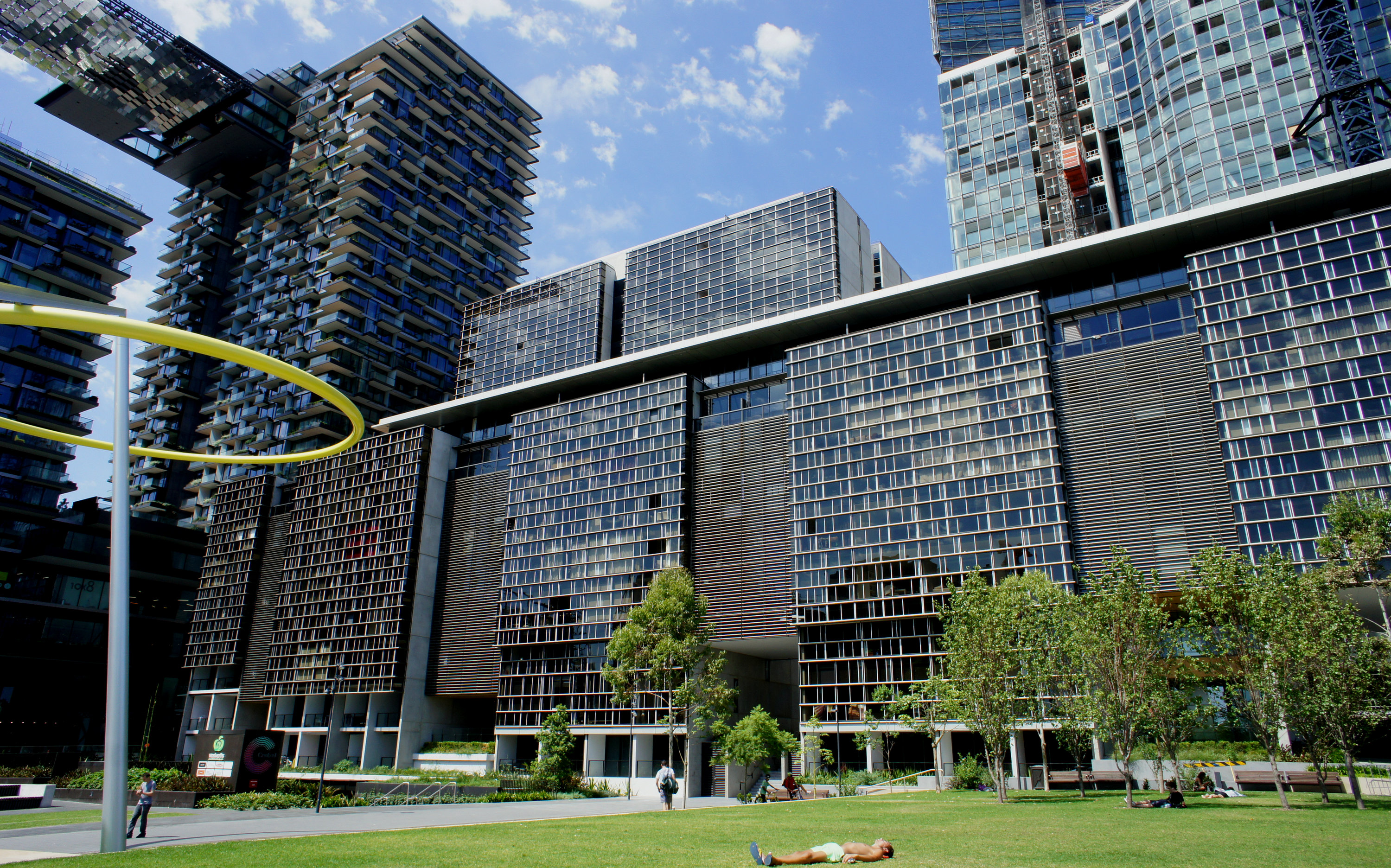
Parc central
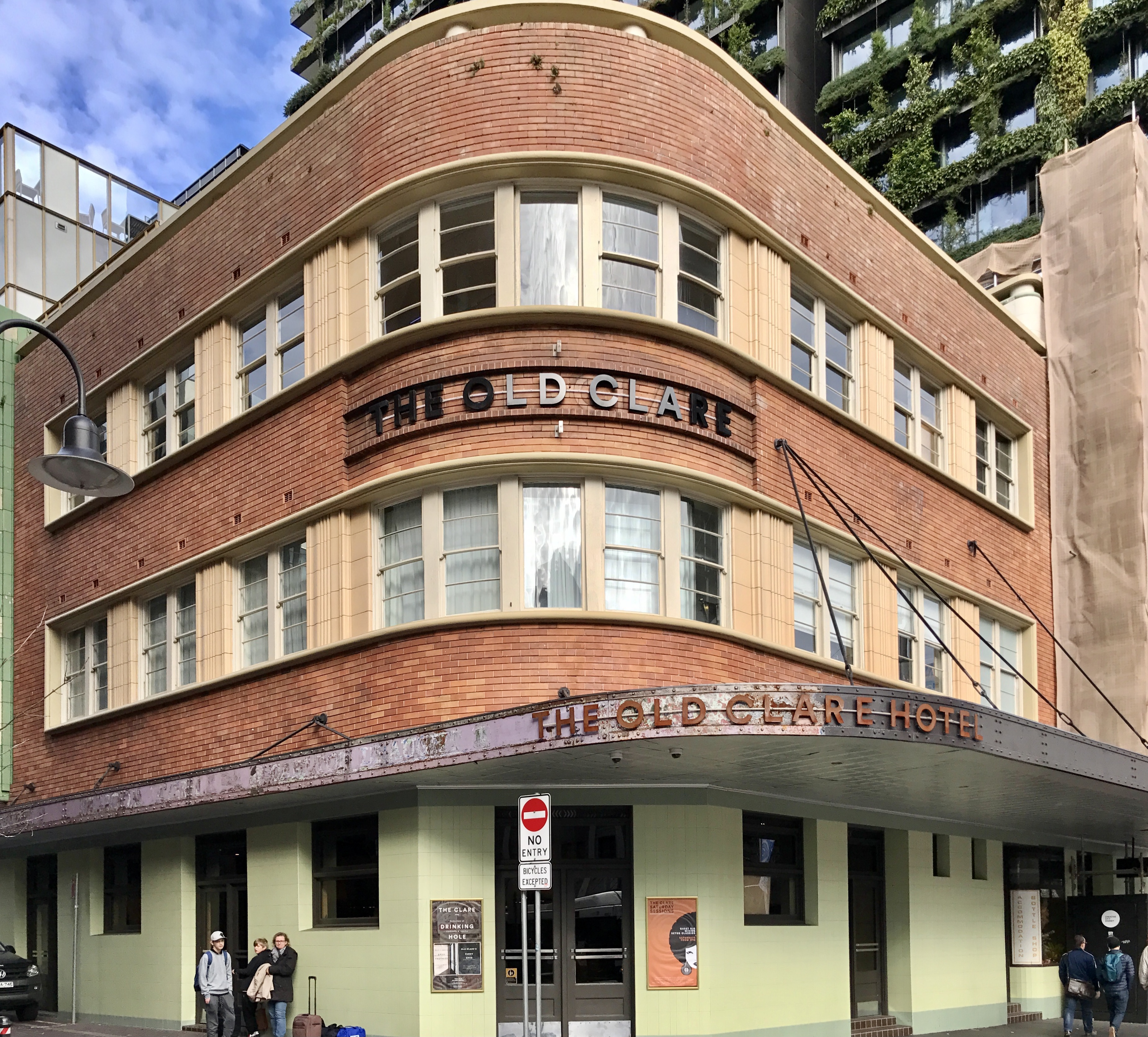
Hôtel The Old Clare